# Nacionalpopulismo

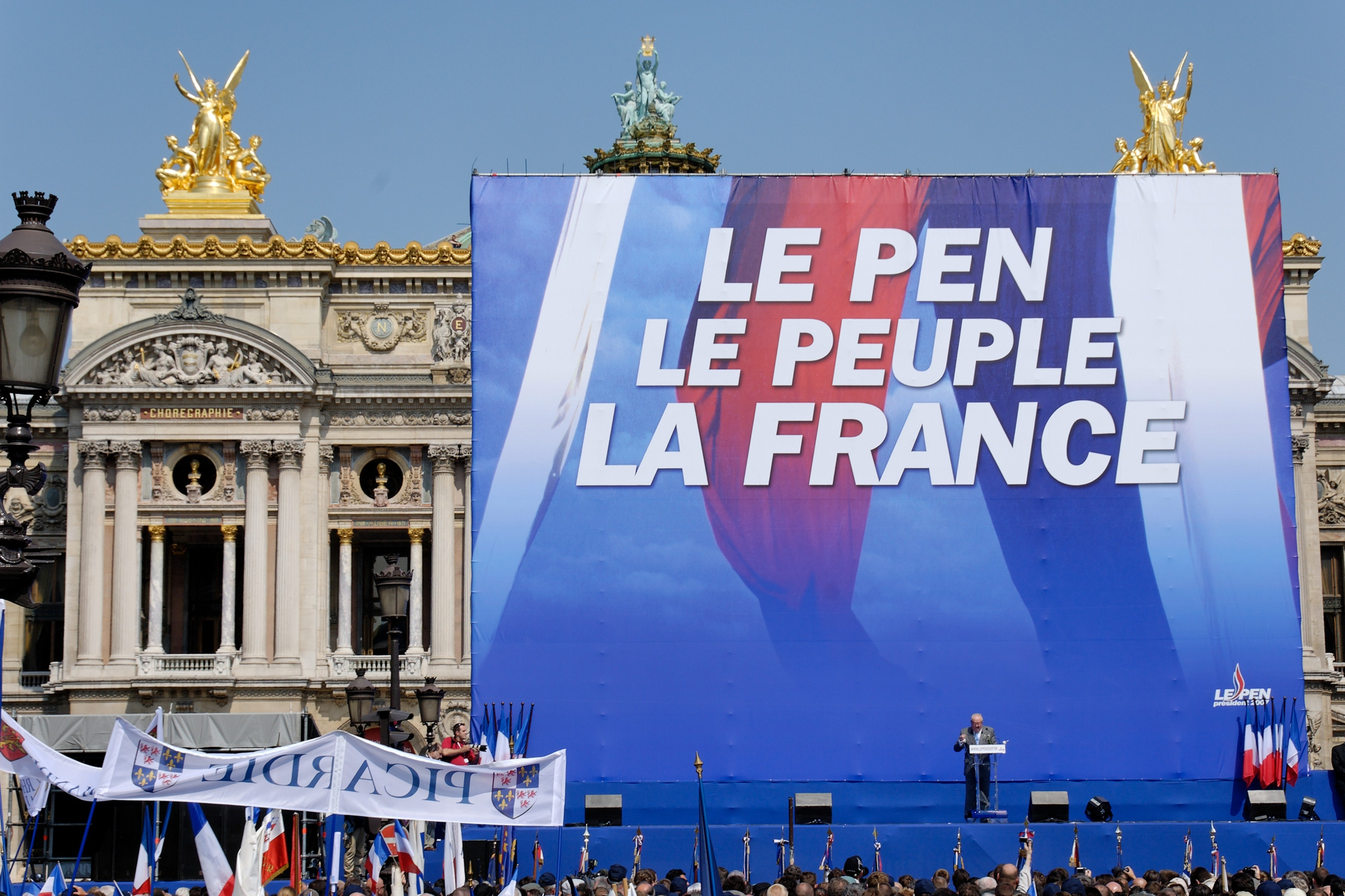
Jean Marie Le Pen, líder del Frente Nacional dirigiéndose a la multitud en París durante el homenaje anual a Juana de Arco (1 de mayo de 2007).

El nacionalpopulismo es un término empleado por algunos politólogos para designar al populismo de derechas que se caracteriza fundamentalmente por su ultranacionalismo. El término fue difundido por el politólogo francés Pierre-André Taguieff que en las décadas de 1980 y de 1990 lo aplicó al Frente Nacional de Jean Marie Le Pen y que en un libro publicado en 2012 (Le nouveau national-populisme) lo extendió a otras formaciones de extrema derecha europeas como la Liga Norte italiana, el Jobbik húngaro, los Verdaderos Finlandeses, el Partido Popular Danés y el FPÖ austríaco.

## Descripción general
Según Taguieff, los grupos «nacionalpopulistas» compartirían las siguientes características: «el llamamiento personal al pueblo lanzado por el líder», «el llamamiento al pueblo en su conjunto contra las elites ilegítimas», «el llamamiento al pueblo auténtico que es "sano", "sencillo", y "él-mismo"», «el llamamiento al cambio, que implica una ruptura purificadora con el presente ("el sistema", supuestamente corrupto), inseparable de una protesta antifiscal (en ocasiones ligada a la exigencia de referéndums de iniciativa popular)» y «el llamamiento a "limpiar" el país de elementos supuestamente "inasimilables" (nacionalismo excluyente contrario a la inmigración)».
En su estudio del Frente Nacional francés Taguieff observó que su antielitismo, propio de todos los populismos, estaba subordinado a la cuestión identitaria centrada en la xenofobia contra los inmigrantes. Por eso también designaba al nacionalpopulismo como «populismo identitario» en el que el «pueblo» se confunde con la «nación» definida por su carácter inmanente.
Por su parte los politólogos británicos Roger Eatwell y Matthew Goodwin han utilizado el término «nacionalpopulismo» para referirse a los partidos y grupos de extrema derecha que han aparecido en las tres últimas décadas en los países occidentales. Según Eatwell y Goodwin, el nacionalpopulismo no es un «refugio de racistas y gente que se deja llevar por un miedo irracional a "lo diferente"», sino que «refleja en parte los miedos profundos de la gente ante el modo en que esta nueva era de inmigración e hipercambio étnico podría llevar a la destrucción de su grupo más amplio y su forma de vida». En este sentido la «revuelta nacionapopulista» estaría ligada al «auge del neoliberalismo».
El historiador italiano Steven Forti, profesor de la Universidad de Barcelona, ha calificado el procés en Cataluña como «una versión sui generis del nacionalpopulismo». Por su parte el historiador español Joan Maria Thomàs, de la Universidad Rovira i Virgili, ha calificado a Vox como nacionalpopulista por su continuada apelación a «los españoles» enfrentados a sus (presuntos, apostilla Thomàs) «enemigos». El populismo de Vox, según Thomàs, es un «populismo de extrema derecha» que «aúna antielitismo y xenofobia [cursiva en el original] predominando la segunda sobre el primero, en el sentido de ser vistos los extranjeros dentro del país como más peligrosos que los "de arriba". Estos, a su vez, son presentados como expresión de otra extranjería: la representación del poder de la Unión Europea, de las multinacionales, de los Estados extranjeros, de la globalización, etc., dentro del propio país».